# Marika Krajniewska
Marika Krajniewska (ur. 2 listopada 1979 w Leningradzie) – polska pisarka, dziennikarka i tłumacz, założycielka Wydawnictwa Papierowy Motyl.

## Życiorys
Absolwentka filologii rosyjskiej na Uniwersytecie Mikołaja Kopernika w Toruniu, Szkoły Kreatywnego Pisania Polskiej Akademii Nauk oraz kierunku scenariopisarstwa dla pisarzy Adaptacja w Warszawskiej Szkole Filmowej. W 2009 założyła własne wydawnictwo Papierowy Motyl oraz Fundację Kultury Papierowy Motyl. Jest autorką książek, a także współpracuje przy produkcjach filmowych i telewizyjnych.
W ramach działalności statutowej Fundacji Kultury Papierowy Motyl działa na rzecz promocji czytelnictwa i promocji kultury wśród
dzieci i młodzieży.

## Nagrody i wyróżnienia
Laureatka konkursu literackiego magazynu Pani w 2009, laureatka konkursu literackiego Oświęcimskiego Centrum Kultury w 2009. Nominowana do nagrody literackiej im. Władysława Reymonta za powieść Zapach malin. Jej powieść Okno przeszła pierwszy etap eliminacji do nagrody literackiej Angelus.

## Publikacje książkowe
- 2009 – Papierowy Motyl, Wydawnictwo Novae Res, ISBN 978-83-61194-17-0.
- 2010 – Zapach malin, Wydawnictwo Papierowy Motyl, ISBN 978-83-62222-00-1.
- 2010 – Era Kobiet (jako współautorka), Wydawnictwo Papierowy Motyl, ISBN 978-83-62222-05-6.
- 2010 – Za zakrętem, Wydawnictwo Papierowy Motyl, ISBN 978-83-62222-16-2.
- 2011 – Opowiadania przyprawione miłością (jako współautorka, Wydawnictwo Bramasole Public Relations & Publishing House), ISBN 978-83-92872-47-4[2].
- 2011 – Pięć, Wydawnictwo Papierowy Motyl, ISBN 978-83-62222-29-2.
- 2013 – Okno, Wydawnictwo Papierowy Motyl, ISBN 978-83-62222-42-1.
- 2014 – 2014, Antologia współczesnych polskich opowiadań (jako współautorka, Wydawnictwo Forma), ISBN 978-83-63316-69-3[3].
- 2015 – Kulminacje (jako współautorka), Wydawnictwo Wielka Litera, ISBN 978-83-8032-005-5.
- 2015 – Schronisko, Wydawnictwo Papierowy Motyl, ISBN 978-83-62222-84-1.
- 2016 – Białe noce, Wydawnictwo Papierowy Motyl, ISBN 978-83-65615-04-6.
- 2018 – Z serca do serca, notes kreatywny dla kobiet w ciąży, Wydawnictwo Papierowy Motyl, ISBN 978-83-65816-09-2.
- 2018 – Och, Elvis!, Wydawnictwo Czwarta Strona, ISBN 978-83-7976-950-6.
- 2019 – No, Asiu!, Wydawnictwo Czwarta Strona, ISBN 978-83-7976-105-0.
- 2020 – Papierowy motyl, wznowienie, Wydawnictwo Virtualo, ISBN 978-83-272-6608-8.
- 2020 – Radosna książka, opracowanie zbiorowe, Wydawnictwo Papierowy Motyl, ISBN 978-83-65816-33-7.
- 2020 – Antologia współczesnych polskich pisarzy, Wydawnictwo Forma
- 2020 – Przystań, Wydawnictwo Fundacji AVE, ISBN 978-83-66642-00-3.
- 2020 – Anielski puch, Wielka litera, ISBN 978-83-80324-05-3.
- 2021 – Prezydentka, Wydawnictwo Papierowy Motyl, ISBN 978-83-65816-55-9.

## Filmografia
Wyreżyserowała krótkometrażowy film Głód, w rolach głównych Piotr Głowacki, Mateusz Damięcki i Ewelina Szostkowa.